# Podgorje Bistričko
Podgorje Bistričko is een plaats in de gemeente Marija Bistrica in de Kroatische provincie Krapina-Zagorje. De plaats telt 941 inwoners (2001).